# Volter Kilpi

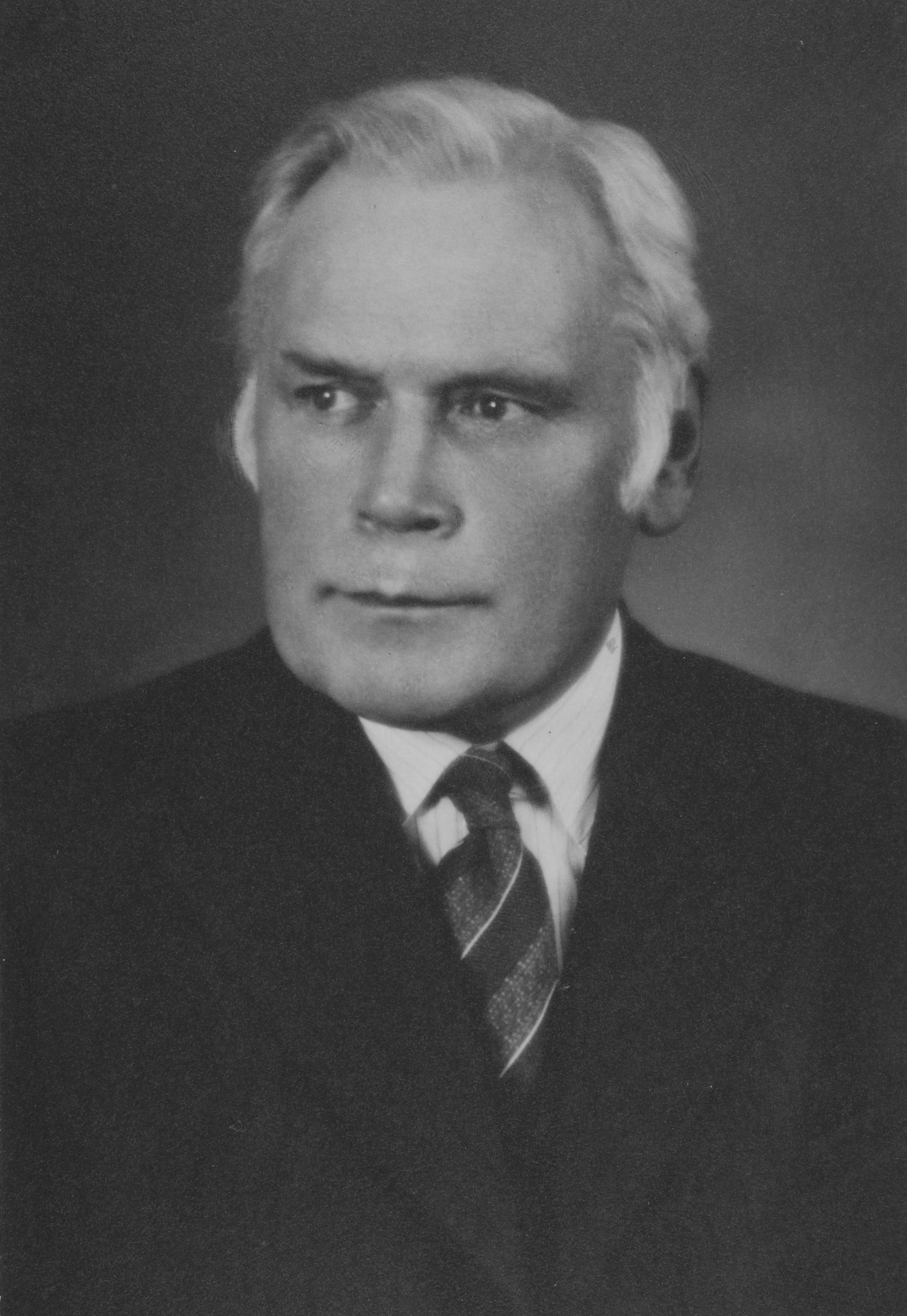
Volter Kilpi

Volter Adalbert Kilpi (Kustavi, 12 december 1874 – Turku, 13 juni 1939) was een Finse schrijver. Zijn belangrijkste werk Alastalon salissa (In de salon van Alastalo) (1933) wordt vaak beschouwd als de beste Finse roman aller tijden. Semi-officieel kreeg de roman deze titel in de herfst van 1992 in een door de Finse krant Helsingin Sanomat georganiseerde verkiezing.
Nadat Kilpi in 1900 afstudeerde aan de Universiteit van Helsinki, werkte hij als bibliothecaris in de universiteitsbibliotheek van Turku. In zijn eerste literaire werken Batsheba (1900), Parsifal (1902) en Antinous (1903) combineerde hij proza en poëzie. Kilpi had in zijn jonge jaren ook invloed als cultuurcriticus en publiceerde de werken Kansallista itsetutkiskelua (1917) (Nationale zelfbeschouwing) ja Tulevaisuuden edessä (1918) (Op de drempel van de toekomst). Hierna zweeg Kilpi als schrijver vijftien jaar lang.
Kilpi was in de jaren 1921–1939 het eerste hoofd van de bibliotheek van de net gestichte Universiteit van Turku. In deze tijd ontstond zijn belangrijkste literaire werk dat de Saaristo-serie (Archipel-serie) wordt genoemd. Tot deze serie behoren de tweedelige roman Alastalon salissa (1933), de verhalenbundel Pitäjän pienempiä (1934) (De kleineren van het dorp) en de roman Kirkolle (1937) (Naar de kerk). In deze werken beschrijft Kilpi de bewoners van het Kustavi van zijn jeugd. Dit zijn voornamelijk zeemannen en -kapiteinen. Alastalon salissa vertelt over een bijeenkomst van belangrijke mannen van het dorp. Tijdens deze bijeenkomst wordt een overeenkomst gesloten tot het bouwen van een gemeenschappelijke bark. In de verhalen van Pitäjän pienempiä staat het levenslot van de armere bewoners van het dorp, voornamelijk zeemannen en hun weduwes, centraal en in Kirkolle wordt de zondagse gang naar de kerk van de bewoners van Kustavi beschreven.
De Archipel-serie is geschreven in een geheel eigen, onnavolgbare stijl. Kilpi's taal is zowel uiterst traag en ingewikkeld als rijk aan uitdrukkingen en beeldspraak. Zijn zinnen hebben soms de lengte van een hele pagina. Alastalon salissa, waarin een aaneengesloten gebeurtenis van zes uur wordt beschreven, beslaat 800 pagina's. Kilpi gebruikt de Stream of consciousness-techniek en beschrijft zelfs de kleinste gedachten, zinneroerselen en gevoelens van zijn hoofdpersonen. De serie is vergeleken met moderne Europese klassiekers als James Joyce' Ulysses en Marcel Proust's romanserie À la recherche du temps perdu. Zowel literatuurwetenschappers als -critici beschouwen Alastalon salissa vaak als de beste Finse roman ooit.
Zijn werken zijn niet in het Nederlands vertaald.
In Kustavi wordt elk jaar in juli de Volter Kilpi-literatuurweek gehouden.